# Distretto di San Lorenzo (Panama)
Il distretto di San Lorenzo è un distretto di Panama nella provincia di Chiriquí con 7.507 abitanti al censimento 2010

## Geografia antropica

### Suddivisioni amministrative
Il distretto è suddiviso in cinque comuni (corregimientos):
- Horconcitos
- Boca Chica
- Boca del Monte
- San Juan
- San Lorenzo